# Lygisaurus laevis
Espèce
Synonymes
- Lygosoma laeve Oudemans, 1894

Lygisaurus laevis est une espèce de sauriens de la famille des Scincidae.

## Répartition
Cette espèce est endémique du Queensland en Australie.

## Publication originale
- Oudemans, 1894 : Eidechsen und Schildkröten. in Semon, 1894 : Zoologische Forschungsreisen in Australien und dem Malayischen Archipel. Denkschriften der Medicinisch-Naturwissenschaftlichen Gesellschaft zu Jena, vol. 5, p. 127-146 (texte intégral).